# Alwin Schockemöhle

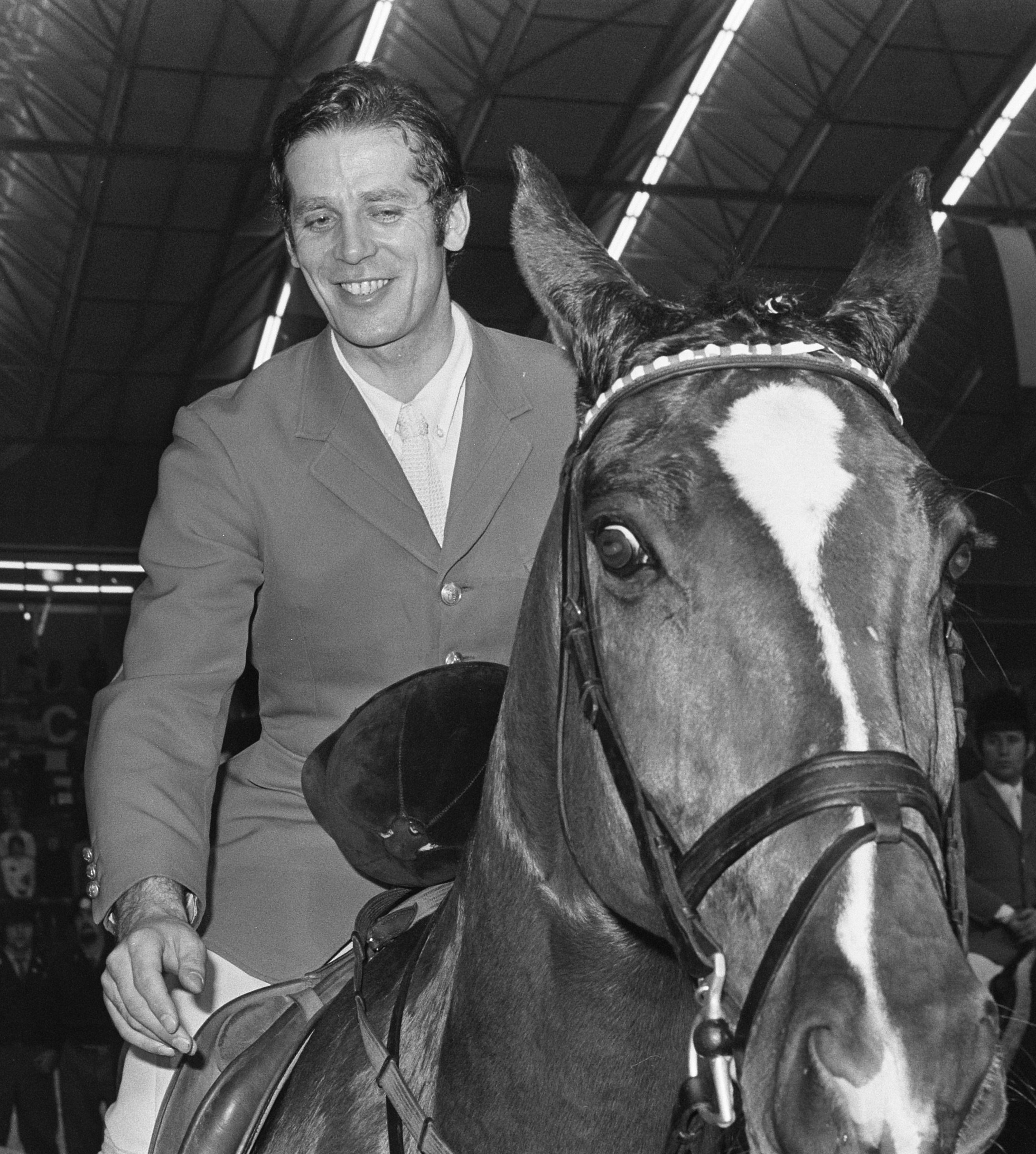
Alwin Schockemöhle auf Wei, 1972

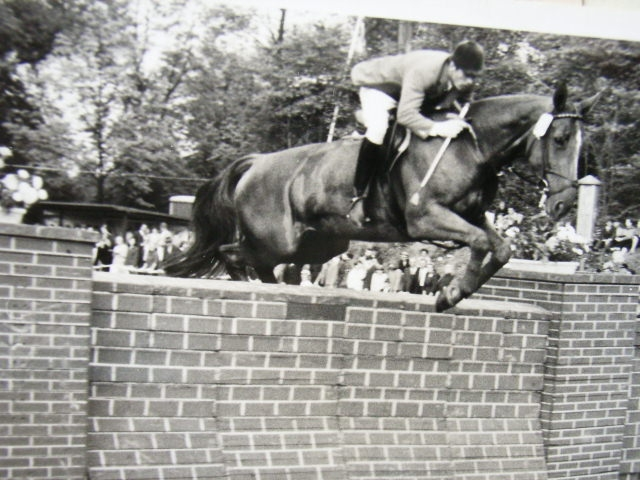
Alwin Schockemöhle auf Zukunft bei einem Mächtigkeitsspringen, Wilhelmshaven, ca. 1965

Alwin Schockemöhle (* 29. Mai 1937 in Meppen) ist ein ehemaliger deutscher Springreiter. Er war erfolgreicher internationaler Springreiter der 1960er und 1970er Jahre mit Einzel- und Mannschaftserfolgen bei Olympischen Spielen und Europameisterschaften. Werner und Paul Schockemöhle sind seine jüngeren Brüder.

## Biografie
Nach anfänglichen Erfolgen im Vielseitigkeitsreiten, in dem er sich 1956 für die Olympischen Spiele qualifizierte, aber nicht für den Kader nominiert wurde, wechselte Schockemöhle in das Lager der Springreiter. Hier gewann er 1960 in Rom mit der Mannschaft an der Seite von Hans Günter Winkler und Fritz Thiedemann seine erste olympische Goldmedaille. 1968 in Mexiko-Stadt folgte eine Bronzemedaille, ebenfalls mit der Mannschaft.
Bis zu seinem Erfolg bei den Europameisterschaften 1975 nannte man ihn auch den „Champion ohne Titel“, da er bis dahin keinen bedeutenden Einzeltitel gewonnen hatte. Bei den Olympischen Spielen 1976 wurde Alwin Schockemöhle dann noch Einzel-Olympiasieger und errang eine Silbermedaille mit der Mannschaft.
Seine Karriere als aktiver Reiter beendete er 1977 wegen anhaltender Rückenprobleme. Er arbeitete aber weiterhin für den Reitsport als Trainer und Ausbilder. Viele später bekannt gewordene Reiter des Springsports wurden von ihm entdeckt oder gefördert, so zum Beispiel Gerd Wiltfang, Franke Sloothaak, Thomas Frühmann, Ulrich Kirchhoff oder auch Johan Heins aus den Niederlanden.
Schockemöhle legte 1980 sein Amt als Equipechef der deutschen Springreiter nieder, nachdem die deutschen Kaderreiter ihm vorgeworfen hatten, er bevorzuge seine Schüler.
Von nun an widmete er sich dem Trabrennsport, wo seine Pferde große Erfolge feierten. Hier wurde er zu einem der erfolgreichsten Traberzüchter Europas. Sein Hengst Abano AS gewann 2003 in Paris den Prix d’Amerique, die wertvollste Prüfung im Trabrennsport. Sein Hengst Diamond Way ist der erfolgreichste Vererber im europäischen Trabrennsport.
Im Jahr 1993 war er Teilhaber an 17 Firmen, darunter eine Baustahlmattenfabrik.
1977 erhielt Alwin Schockemöhle den Goldenen Ring des Aachen-Laurensberger Rennvereins e. V. 2004 wurde er zu einem der 100 besten deutschen Sportler gekürt.
Seit 1981 steht in der Innenstadt von Vechta auf dem Europaplatz eine lebensgroße Bronzestatue des Springpferdes Warwick Rex (* 1966). Der Hannoveraner-Wallach war ein ehemaliges Weltklassespringpferd von Alwin Schockemöhle und erinnert in Vechta daran, dass die Stadt ein traditionelles Zentrum der deutschen Pferdezucht und des deutschen Pferdesports ist. Gefertigt wurde die Statue von dem Münchner Künstler Heinrich Faltermeier.
Für seine Verdienste um den Sport in Niedersachsen wurde er in die Ehrengalerie des Niedersächsischen Instituts für Sportgeschichte aufgenommen. Im Juli 2016 wurde er zum Mitglied der Hall of Fame des deutschen Sports ernannt.

## Erfolge
- Olympische Spiele

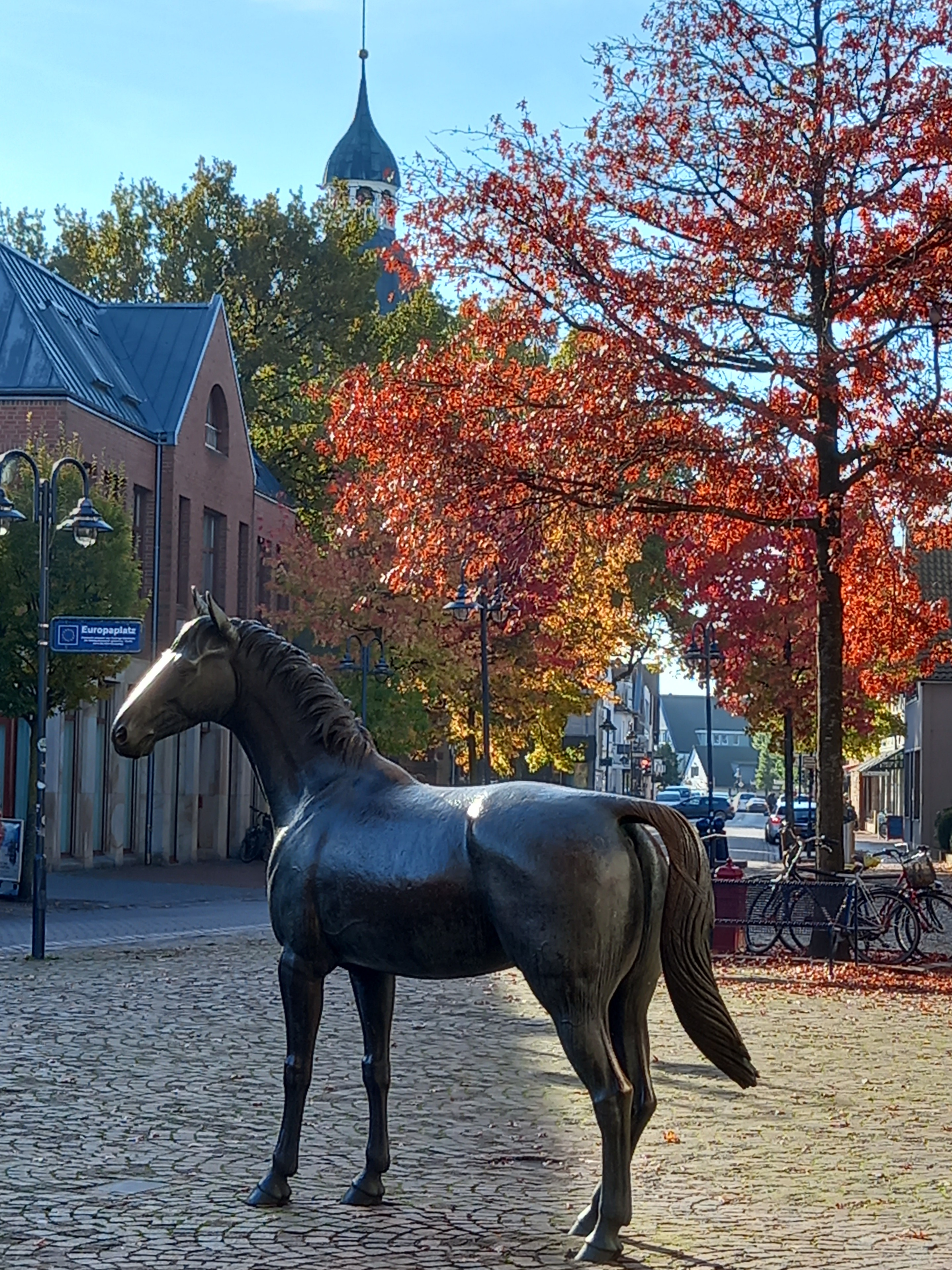
Bronzeskulptur von Warwick Rex auf dem Europaplatz in Vechta

  - 1960 in Rom: Goldmedaille Mannschaft, Einzelwertung 26. auf Ferdl
  - 1968 in Mexiko-Stadt: Bronzemedaille Mannschaft, Einzelwertung 7. auf Donald Rex
  - 1976 in Montreal: Silbermedaille Mannschaft, Goldmedaille Einzel auf Warwick Rex
- Europameisterschaft:
  - 1963 in Rom Bronzemedaille Mannschaft, Silbermedaille Einzel auf Ferdl und Freiherr
  - 1965 in Aachen: Bronzemedaille Einzel auf Freiherr
  - 1967 in Rotterdam: Bronzemedaille Einzel auf Donald Rex und Pesgö
  - 1969 in Hickstead: Silbermedaille Einzel auf Donald Rex und Wimpel
  - 1973 in Hickstead: Silbermedaille Einzel auf Rex the Robber und Weiler
  - 1975 in München: Goldmedaille Mannschaft, Goldmedaille Einzel auf Warwick Rex
- weitere:
  - viermal Deutscher Meister (1961, 1963, 1967, 1975)
  - dreimal Sieger im Großen Preis von Aachen (1962 auf Freiherr, 1968 auf Donald Rex und 1969 auf Wimpel)
  - dreimal Sieger des Deutschen Springderby in Hamburg (1957, 1969, 1971)

## Auszeichnungen
- 1976: Krawattenmann des Jahres
- 1988: Aufnahme in die Ehrengalerie des niedersächsischen Sports des Niedersächsischen Instituts für Sportgeschichte
- 2016: Aufnahme in die Hall of Fame des deutschen Sports
- Silbernes Lorbeerblatt